# Odprti arteriozni duktus
Odprti arteriozni duktus (PDA – patent ductus arteriosus) ali persistentni Botallov vod je zdravstveno stanje, pri katerem se arteriozni duktus po rojstvu ne zapre: To omogoča, da se del oksigenirane krvi iz levega srca s pretokom iz aorte, v kateri je tlak višji, v pulmonalni trunkus vrne nazaj v pljuča. Simptomi so ob rojstvu in kmalu po njem redki, pozneje pa sta v prvem letu življenja pogosta povečano dihalno delo in neuspešno pridobivanje telesne mase. Nepopravljeni PDA sčasoma običajno privede do pljučne hipertenzije, ki ji sledi desnostransko srčno popuščanje.
Arteriozni duktus je krvna žila ploda, ki se običajno kmalu po rojstvu zapre. Pri PDA se ta žila ne zapre, ampak ostane odprta, kar ima za posledico nenormalen prenos krvi iz aorte v pulmonalni trunkus. PDA je pogost pri novorojenčkih z vztrajnimi težavami z dihali, kot je hipoksija, in še posebej pri nedonošenčkih. Pri nedonošenčkih sta hipoksija in PDA pogostejša zaradi nerazvitosti srca in pljuč.
Če je poleg PDA prisotna tudi transpozicija velikih žil, PDA ne zaprejo kirurško, saj je to edina pot, po kateri se lahko oksigenirana kri meša z deoksigenirano. V teh primerih z uporabo prostaglandinov PDA vzdržujejo, nesteroidnih protivnetnih zdravil pa ne dajo do kirurške poprave obeh napak.